# Miguel Bernardeau
Miguel Bernardeau Duato (ur. 12 grudnia 1996 w Walencji) – hiszpański aktor, znany przede wszystkim z roli Guzmána Nuniera Osuna w serialu Szkoła dla elity, wyprodukowanego przez serwis Netflix.

## Filmografia

### Seriale
| Rok       | Tytuł                                                 | Rola                |
| --------- | ----------------------------------------------------- | ------------------- |
| 2016      | Cuéntame                                              | Alpuente            |
| 2017      | Inhibidos                                             | Toni                |
| 2018      | Sabuesos                                              | Isaac               |
| 2018-2021 | Szkoła dla elity                                      | Guzmán Nunier Osuna |
| 2020      | Caronte                                               | Javier Sáez         |
| 2021      | Szkoła dla elity - krótkie historie: Guzmán Caye Rebe | Guzmán Nunier Osuna |
| 2021      | Szkoła dla elity - krótkie historie: Nadia Guzmán     | Guzmán Nunier Osuna |
| 2021      | Todo lo otro                                          | Iñaki               |
| 2022      | 1899                                                  | Ángel               |

### Filmy
| Rok  | Tytuł                | Rola  |
| ---- | -------------------- | ----- |
| 2017 | To dla twojego dobra | Dani  |
| 2018 | Mokra robota         | Julen |